# Сяберский заказник
Сяберский заказник — особо охраняемая природная территория, государственный природный комплексный заказник. Расположен на территории Лужского района Ленинградской области, в 35 км западнее Луги, на берегу одноимённого озера Сяберо. Площадь заказника — 11400 га, из которых более 2000 приходится на озёра.
Территории присвоен статус «водно-болотное угодье международного значения».

## История
Заказник создан решением исполнительного комитета Ленинградского областного Совета народных депутатов 29 марта 1976 года.
Цели создания заказника — сохранение системы озёр дистрофного типа с редкими видами водной растительности, ягельных боров с черноольховыми болотами, уникальных ландшафтов, богатой фауны, а также охрана водоплавающих птиц и мест их гнездования.

## Физико-географическое описание
Ландшафт территории заказника сформирован ледником, отступившим около 12 тыс. лет назад. В рельефе ярко выражены песчаные холмы и котловины между ними, где располагаются озёра Сяберо, Завердужье, Пелюга, Горнешенское, а также более мелкие водоёмы (всего их в заказнике — 27). Озёра между собой соединяются реками и протоками.
В растительности заказника преобладают леса, другую часть территории занимают луга и болота. Сосновые леса в основном встречаются на холмах, в понижениях развиты ельники, а по берегам озёр и рек встречаются черноольшаники. Здесь произрастает ряд охраняемых в Ленинградской области видов южно-боровых растений — прострелы раскрытый и луговой, гвоздика песчаная, гипсолюбка пучковатая, молодило. К берегам озёр и проток примыкают низинные болота, где произрастает несколько охраняемых видов растений. Есть в заказнике и небольшие верховые болота с голубикой и клюквой, на низинных болотах — несколько видов орхидей.
Берега озёр частично заросли тростником, но есть и открытые участки с песчаным или илистым дном. В заказнике гнездятся или останавливаются на пролёте — скопа, болотный лунь, аисты, большая выпь, лебеди, цапли, утки, чайки и большой баклан.
В пределах заказника обитают бурый медведь, лисица, волк, лось, барсук, а с водоёмами связаны бобр и ондатра.
В Красную книгу Российской Федерации или Красную книгу Ленинградской области занесён 21 вид сосудистых растений, отмечавшихся
в заказнике: пальчатокоренник Траунштейнера (Dactylorhiza traunsteineri), лосняк Лёзеля (Liparis loeselii), прострелы луговой и раскрытый
(Pulsatilla pratensis и P. patens), камнеломка болотная (Saxifraga hirculus), осока метельчатая (Carex paniculata) и несколько видов водорослей. В Красную книгу Российской Федерации и/или Красную книгу Ленинградской области занесены 16 видов птиц: скопа (Pandion haliaetus),
чёрный аист (Ciconia nigra), большая выпь (Botaurus stellaris), чёрный коршун (Milvus nigrans), серая куропатка (Perdix perdix) и др.

## Достопримечательности
Между озёрами Сяберо и Завердужье находится святой источник Параскевы Пятницы, который является местом паломничества. Рядом расположена часовня во имя Святой мученицы Параскевы Пятницы. По преданию, первую часовню здесь поставил князь Александр Невский. В деревне Сяберо находится церковь во имя Спаса Нерукотворного Образа. Эта деревянная церковь восстановлена, но ведёт свою историю с XIV века, когда здесь располагался Спасский Сяберский монастырь.
На территории современного заказника остались следы древнего волока, по которому таскали суда из озера Мужа (куда попадали по реке Вердуга) в Сябозеро (откуда уплывали по реке Саба). В этих местах был стык двух водных бассейнов – рек Плюсса и Луга.